# تینا میلر
تینا میلر (انگلیسی: Teana Miller؛ زادهٔ ۵ اکتبر ۱۹۸۰) بازیکن بسکتبال اهل ایالات متحده آمریکا است.